# Dama con abanicos
Dama con abanicos es un cuadro del pintor francés Édouard Manet, creado en 1873-1874 y conservado en el Museo de Orsay de París.

## Descripción
Nina de Villard, la mujer retratada, era una figura extravagante y enérgica que había convertido su casa parisina en un salón frecuentado por una mezcolanza literario-artística de alcance nacional: entre los habituales figuraban personalidades como Paul Verlaine, Stéphane Mallarmé, Anatole France y, por supuesto, el propio Manet.
Manet representa a su amiga en una pose informal y nada convencional: Nina, de hecho, está tumbada en un diván, apoya un codo en un cojín grande y está envuelta en un vestido negro de exótico estilo argelino (que solía llevar en las recepciones) que aporta volumen a la figura, bien separada así de los tonos blancos del sofá, del perrito grifón y de la pared monocromática del fondo. Esta última, en particular, está decorada para la situación con tapices y abanicos japoneses, que en ese momento gozaban de enorme popularidad en Europa (el tapiz estaba en su estudio y es el mismo que aparece en su Retrato de Stéphane Mallarmé y en Nana): esta escenografía que también se encuentra en varios cuadros de Monet, Whistler, Tissot y Renoir, no parece tener ningún propósito simbólico particular y solo plasma una tendencia decorativa de moda en el momento.
En este cuadro, Manet demuestra su talento para el retrato, logrando penetrar de forma aguda en la psicología del personaje representado. No cabe duda de que el artista mira a Nina con simpatía, y no duda en resaltar su elegancia e inclinación por la vida social; detrás de la complicidad divertida y palpitante, sin embargo, se esconde un carácter pensativo, cansado y hasta melancólico, que ni siquiera la leve sonrisa que corre por sus labios logra disimular. La ejecución pictórica, como es habitual, tiene un aspecto sumario y descuida los detalles en favor de una interpretación más viva y veraz de la imagen, obtenida con el uso de pinceladas a veces rápidas y vibrantes, a veces minuciosas y quebradas. Mención aparte merece la elección cromática del vestido de Nina, amenizado por un negro brillante, incluso luminoso, propio de Manet.